# Louise Lavrut
Louise Lavrut, née le 28 février 1874 à Limours et morte le 7 mars 1956 à Neuilly-sur-Seine, est une peintre française.

## Biographie
Louise Honorine Célina Lavrut est la fille de Jean Régis Lavrut, sous-lieutenant au 20e régiment de dragons et de Camille Joséphine Picon.
Elle est l'élève de Jules Lefebvre (peintre académique français) et Tony Robert-Fleury (peintre d'histoire et portraitiste).
Elle habite en 1900 au 20 rue des Martyrs à Paris.
Elle expose aux Salon des artistes français à partir de 1898, aux Salon d'hiver et au Salon de l'Union des Femmes peintres et sculpteurs, ainsi qu'en 1900 à l'Exposition Universelle.
Elle obtient le prix Marie-Bashkirtseff en 1901 et le 1er prix de l'Union des Femmes peintres et sculpteurs en 1910. Elle reçoit le prix Jean-Jacques-Henner de l'Institut en 1924. Son tableau L'Idole lui vaut de recevoir la Médaille d'or du Salon en 1925, elle y devient hors concours.
Elle tient son atelier au n°85 de la rue de Rome, à partir de 1907. C'est dans cet atelier qu'elle travaille, pour ses portraits, "la lumière blonde comme un bon jardinier travaille sa terre".
Lorsque la guerre éclate, elle quitte la capitale pour s'installer à Biarritz.
Elle meurt le 7 mars 1956 à Neuilly-sur-Seine à l'âge de 82 ans et elle repose dans le caveau familial au cimetière communal de Choisey (Jura) emplacement 273.

## Distinctions
- Officier d'académie en 1898.
- Officier de l'instruction publique 1902.
- Chevalier de la Légion d'honneur en 1925[9].
- Officier de la Légion d'honneur en 1937.